# Tønder Kommune (1970-2006)
Tønder Kommune i Sønderjyllands Amt blev dannet ved kommunalreformen i 1970. Ved strukturreformen i 2007 blev den udvidet til den nuværende Tønder Kommune ved indlemmelse af Bredebro Kommune, Højer Kommune, Løgumkloster Kommune, Skærbæk Kommune og Nørre-Rangstrup Kommune (undtagen Bevtoft Sogn, der kom til Haderslev Kommune).

## Tidligere kommuner
Tønder havde været købstad, men det begreb mistede sin betydning med kommunalreformen, hvor 4 sognekommuner blev lagt sammen med Tønder Købstad og dens landsogn til Tønder Kommune:
| Kommune         | Folketal 1. januar 1970 | Byer        |
| --------------- | ----------------------- | ----------- |
| Tønder Købstad  | 7.465                   | Tønder      |
| Tønder landsogn | 264                     | Tønder      |
| Abild           | 1.273                   | Abild       |
| Hostrup         | 1.045                   | Jejsing     |
| Møgeltønder     | 1.192                   | Møgeltønder |
| Ubjerg          | 417                     | Sæd         |
| I alt           | 11.656                  |             |

## Sogne
Tønder Kommune bestod af følgende sogne, alle fra Tønder, Højer og Lø Herred undtagen Hostrup, der hørte til Slogs Herred:
- Abild Sogn
- Hostrup Sogn
- Møgeltønder Sogn
- Tønder Sogn
- Ubjerg Sogn

## Borgmestre[2]
| Navn                   | Parti                       | Periode   |
| ---------------------- | --------------------------- | --------- |
| Svend Kirchheiner      | Venstre                     | 1970-1974 |
| Jens Børsting-Andersen | Venstre                     | 1974-1986 |
| Kurt Sandahl Sørensen  | Venstre                     | 1986-1990 |
| Kurt Johannsen         | Socialdemokratiet           | 1990-1994 |
| Hans L. Hansen         | Venstre                     | 1994-1998 |
| Rudi Jensen            | Det Konservative Folkeparti | 1998-2002 |
| Hans L. Hansen         | Venstre                     | 2002-2006 |